# Cambrai, South Australia
Cambrai är en ort i Australien. Den ligger i kommunen Mid Murray och delstaten South Australia, omkring 70 kilometer nordost om delstatshuvudstaden Adelaide. Antalet invånare är 503.
Trakten runt Cambrai är nära nog obefolkad, med mindre än två invånare per kvadratkilometer.. Cambrai är det största samhället i trakten.
Omgivningarna runt Cambrai är i huvudsak ett öppet busklandskap. Genomsnittlig årsnederbörd är 419 millimeter. Den regnigaste månaden är juli, med i genomsnitt 68 mm nederbörd, och den torraste är december, med 8 mm nederbörd.